# Leidsche Kunstclub De Sphinx

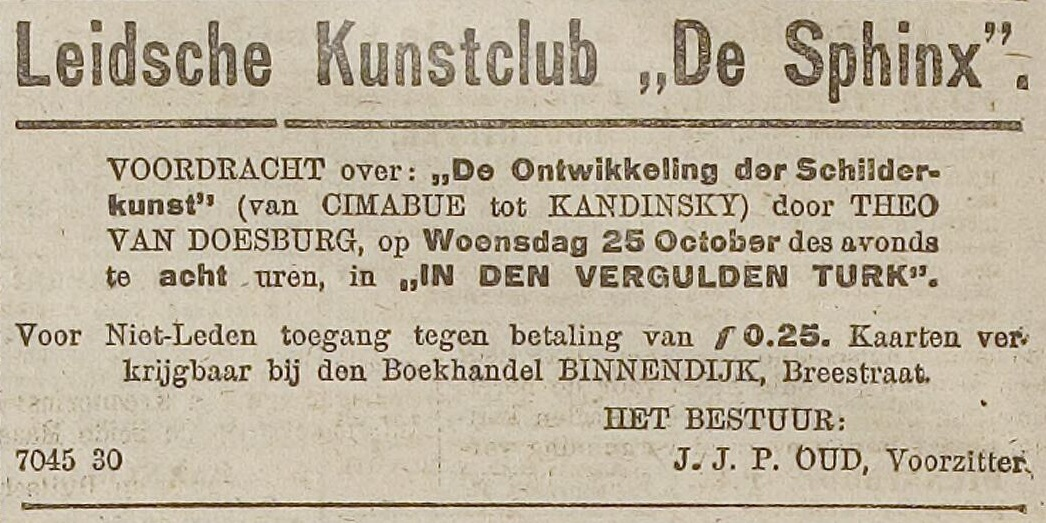
Advertentie in het Leidsch Dagblad van 21 oktober 1916.

De Leidsche Kunstclub De Sphinx is een voormalige kunstenaarsvereniging in de Nederlandse stad Leiden.
De Sphinx werd op 31 mei 1916 opgericht door de kunstenaars Theo van Doesburg, Johan Kesler, J.P. Kriest, Dick Roggeveen en Kees van Urk. Onder de leden bevonden zich onder meer de architecten J.J.P. Oud en Jan Wils en de kunstschilder Hendrik Valk.
De kunstenaarsvereniging organiseerde voordrachten en lezingen. Zo hield Van Doesburg op 25 oktober 1916 voor De Sphinx de lezing De ontwikkeling der schilderkunst van Cimabue tot Kandinsky. Deze lezing vond plaats in De Vergulde Turk in Leiden en werd in 1919 uitgegeven in het boekje Drie voordrachten over de nieuwe beeldende kunst. Op 29 december 1916 organiseerde De Spinx een ledenavond, met als thema de poëzie. Van Doesburg gaf aan de hand van voorbeelden het verschil aan tussen – wat hij noemt – subjectieve poëzie (naturalisme, symbolisme, enz.) en objectieve poëzie (expressionisme, klankdichten). Ook heeft De Sphinx een tentoonstelling georganiseerd, die van 18 tot 21 januari 1917 in De Harmonie aan de Breestraat plaatsvond.